# Seibersbach (Guldenbach)
Der Seibersbach ist ein Bach im Hunsrück im rheinland-pfälzischen Landkreis Kreuznach in den Naturräumen Großer Soon und Guldenbachdurchbruch des Mittelgebirges, der nach einem im Wesentlichen östlichen Lauf von 8,7 km Länge zwischen der Ortsgemeinde Daxweiler und der Stadt Stromberg von rechts in den Guldenbach mündet. Er teilt den Namen mit der Ortsgemeinde Seibersbach, deren Gemarkung er hauptsächlich durchläuft oder begrenzt.

## Name
Der Bach wurde 1481 als Sifferßbach erstmals schriftlich erwähnt. Das Bestimmungswort leitet sich vom mittelhochdeutschen Personennamen *Sifret (althochdeutsch Sigifrid) ab.

## Geographie

### Verlauf
Der Seibersbach entspringt westlich der Rodungsinsel um den Seibersbacher Wohnplatz Marienborn im Rand des Waldgebietes um den Argenthaler Wohnplatz Forsthaus Thiergarten auf wenig unter 500 m ü. NHN neben der aus Argenthal über das Forsthaus und Marienborn nach Seibersbach führenden L 242. Zunächst der östlich laufenden Straße folgend, tritt er nach etwa 200 Metern in die nun zur Gemeinde Seibersbach gehörenden Flur um den Wohnplatz Marienborn ein. Hier laufen ihm kurz nacheinander erst ein längerer Quellarm aus dem Norden zu, der auf bis zu 570 m ü. NHN am Eichberg (585,2 m ü. NHN) entspringt, dann zwei recht kurze rechte Arme. Danach entfernt er sich etwas nordwärts von der Straße und fließt im Wald nahe der Flurgrenze an Marienborn vorbei, um anschließend in gleichbleibend östlicher Richtung den Waldriegel zwischen Marienborn und der Flur um Seibersbach selbst zu durchlaufen.
Den Wald verlässt er ungefähr beim Wohnplatz Martinshütte, wo aus dem Süden von der Pfingstheide her ein weiterer Zufluss mündet. Von einer Baumgalerie begleitet, schlängelt er sich dann weiter auf Seibersbach zu, das er dann im alten Ortskern durchquert. Anschließend kehrt er sich am unteren Ortsrand auf Südostlauf und nimmt von rechts die erstmals etwas längeren Flurbäche Steinäckergraben und Fischweihergraben auf, die ebenfalls in der oder nahe der Pfingstheide entstehen. Danach tief er seine Mulde stärker ein und zieht in einem bewaldeten Kerbtal durch das Gewann Etzhell, inzwischen und bis zuletzt Gemeindegrenze zu Dörrebach. Bald wenden sich der Bach und sein Tal nach Osten, er durchläuft etwas später zu Füßen des Seibersbacher Concordiahofes einen etwa 4,2 ha großen, waldumschlossenen Stausee. Nach etwa weiteren 300 Metern durch eine feuchte Waldniederung, anscheinend in verrohrter Strecke, wird er, in wieder offener Flur, auf einem kurzen Stück in einer künstlichen Rinne geführt. Danach tritt er ins südöstlich laufende Tal seines Vorfluters ein und mündet schließlich von rechts und gegenüber der diesen von Rheinböllen her begleitenden L 214 zwischen Daxweiler und Stromberg auf rund 250 m ü. NHN in den mittleren Guldenbach.

### Einzugsgebiet
Das Einzugsgebiet des Seibersbachs umfasst eine Fläche von 17,9 km² im Soonwald und am Durchbruch des Guldenbachs und liegt dem Binger Wald im Osten des Vorfluters gegenüber. Die Wasserscheide folgt von der Mündung an zunächst dicht am Seibersbachtalrand etwa nordwestlich, berührt Seibersbach am Ostrand und steigt dann durch den Wald über den Sporn Hochfels (529,5 m ü. NHN) auf den Hauptkamm des Soonwaldes zum   Hochsteinchen (648,2 m ü. NHN). In dessen Verlauf liegen die meisten hohen Erhebungen im Einzugsgebiet, nämlich der nördlichen Wasserscheide von Osten folgend der Katzenkopf (637 m ü. NHN), der Eichberg  (585,2 m ü. NHN) und schließlich der Schanzerkopf (643,4 m ü. NHN). Jenseits fließt am Fuß des Soonwaldrückens der Fischlerbach als Stufenrandgewässer zum aufwärtigen Guldenbach. Vom Schanzerkopf läuft die Wasserscheide über einen weiten Sattel südöstlich zum Gipfel des  Opels (649,3 m ü. NHN), dem höchsten Punkt im Einzugsgebiet auf der einzigen prominenten Erhebung der rechten Wasserscheide; auf diesem Abschnitt grenzt das Einzugsgebiet des Gräfenbachs an.  Vom Opel steigt die Scheide dann bald über das Jagdhaus Gretingsburg ostwärts hinab auf die Hügel zwischen Seibersbach und Dörrenbach, durchquert diesen Ort und läuft dann über den Sporn des Kohlenbergs (417,1 m ü. NHN) zwischen Seibersbachtal und dem Tal des Lehnbachs zur Mündung des Seibersbachs zurück. Der Lehnbach, der der gesamten rechten Wasserscheide entlang das zur Gegenseite fließende Wasser sammelt, läuft dem abwärtigen Guldenbach zu, auf dem letzten Stück unter dem Namen Dörrebach.
Das Einzugsgebiet des Seibersbachs ist überwiegend bewaldet. Der größte Teil von ihm liegt auf der Gemarkung der gleichnamigen Ortsgemeinde, ein kleinerer rechts des Unterlaufs auf der von Dörrebach. Am Oberlauf haben auch Argenthal, auf dessen Gebiet die Quelle des offiziellen Oberlaufs eben noch liegt, sowie anschließend links des Oberlaufs und um den höher am Eichberg entspringenden linken Oberlauf herum Ellern Anteile an ihm. Diese beiden und damit alle Bachquellen liegen im Rhein-Hunsrück-Kreis.